# Euthymie
Euthymie (als Adjektiv euthym) ist die Bezeichnung für eine ausgeglichene Stimmung. Demokrit (460–371 v. Chr.) prägte den Begriff der Euthymie für einen Zustand vollkommenen inneren Gleichgewichts im Sinne eines sittlichen Ideals oder obersten moralischen Ziels (Telos).
Der Begriff wird vor allem in der Psychiatrie verwendet. Bei Depression oder Manien ist die Euthymie ein wichtiges Behandlungsziel, das heißt die Stimmung soll nicht mehr (krankheitsbedingt) gedrückt oder niedergeschlagen bzw. überschwänglich oder übertrieben positiv sein, sondern sich in dem Bereich der normalen Stimmungsschwankungen der (psychisch gesunden) Normalbevölkerung bewegen. Dementsprechend werden Antidepressiva (inzwischen nur noch selten) als Thymoleptika bezeichnet.
Für Stimmungsstabilisierer, die das Auftreten von Phasen affektiver Psychosen verhindern sollen, siehe Phasenprophylaktikum.